# Bartłomiej z Pragi
Bartłomiej z Pragi (lub Bartłomiej z Czech; połowa XIII wieku) – czeski franciszkanin, biskup nominat łukowski.
Działał w Polsce w latach 1255–1258. Najprawdopodobniej za sprawą jego namów Bolesław Wstydliwy, u którego zakonnik przebywał w Małopolsce, przeszedł do obozu Przemysła Ottokara II. 6 i 7 sierpnia 1255 roku otrzymał z rąk papieża Aleksandra IV mandat papieski zezwalający na ogłoszenie krucjaty przeciw Litwie i Jaćwieży.
Za udział w przygotowaniu i samej wyprawie miał zostać biskupem w Łukowie, gdzie planowano utworzenie biskupstwa misyjnego dla Jaćwieży.
Planów, prawdopodobnie skutkiem sprzeciwu Krzyżaków, nie zrealizowano. Bulla papieska ws. powstania ośrodka w Łukowie od samego początku zawierała klauzulę chroniącą prawa i interesy zakonu krzyżackiego. Zakon począł więc czynić starania zmierzające do udaremnienia tego przedsięwzięcia, posługując się licznymi intrygami. 8 sierpnia 1257 roku papież całkowicie cofnął udzielone zakonnikowi pełnomocnictwa, uzasadniając to stwierdzeniem, że głoszona przez niego krucjata przeszkadza misji zakonu krzyżackiego.